# Palaeotheriidae
Paleotheridae – żyjąca w paleogenie rodzina ssaków nieparzystokopytnych. Palaeotheridae były przodkami koni.
Zwierzęta te zamieszkiwały Europę i Azję w eocenie i oligocenie, żyjąc pomiędzy 55 i 28 milionami lat. Żywiły się miękkimi liśćmi, korzonkami i owocami, a także pokarmem roślinnym znajdowanym w ściółce. Prawdopodobnie zamieszkiwały lasy o gęstym podszycie. Osiągały wysokość od 20 do 75 cm w kłębie. Ich masę ciała szacuje się zaś na 10-30kg

## Dystrybucja
- Creechbarrow Hill Site, Dorset, Anglia
- Geiseltal, Mittelkohle, Zone III, Saksonia-Anhalt, Niemcy
- Messel MP 11, Hesja, Niemcy
- Egerkingen, Alpha & Beta fissures, Baselland, Szwajcaria
- La Debruge, Prowansja-Alpy-Lazurowe Wybrzeże, Francja